# Glanvilles
Glanvilles ist eine Siedlung im Nordosten der Insel Antigua im Staat Antigua und Barbuda. Im Jahr 2001 hatte Glanvilles 418 Einwohner.

## Lage und Landschaft
Glanvilles liegt im Norden der Parish of Saint Philip zwischen Seatons (N), Willikies (O), dem sumpfigen Tal des Ayers Creek und Pares im benachbarten Parish of Saint Peter.
Im Ort gibt es die Glanvilles Secondary School und die New Life Church of The Nazarene sowie südlich des Ortes die Sion Hill Church.